# 越南人民公安
越南人民公安（越南语：／）是越南的警察和主要安全力量，隸屬於公安部。它是越南人民武裝力量的一部分，在越南共產黨的實際控制之下。

## 職能部門
越南人民公安有兩個部門：
- 越南人民安全部
  - 預防、調查和挫敗針對越南民族的敵人潛在行動，以及可能危及國家安全的行動。
  - 防止間諜。
  - 在國內政治安全、經濟安全、思想文化安全、網絡安全和信息安全方面與其他依法設立的軍警機構聯合起來。
  - 管理出入境簽證、邊境安全過境點和檢查站以及機場的移民站，並確保外國人和越南僑民訪問該國。
  - 保護共和國政府的機密免受外部和內部威脅，幫助在該國每個地區的生活的各個方面建立個人安全。
  - 依法履行其他職責、使命和責任。
- 越南人民警察部（包括民防部隊）
  - 根據社會主義共和國的法律，致力於預防、調查和解決與環境、政治、交通、職能和腐敗有關的犯罪活動
  - 與公眾一起預防犯罪並參與其行動
  - 履行與以下有關的責任和義務：
    - 身份安全
    - 公安
    - 運輸安全
    - 道路和高速公路安全
    - 消防
    - 民防
    - 備災和響應

  - 根據越南社會主義共和國憲法和法律執行其他職責和任務。

這兩支部隊主要在越南人民警察學院和越南人民安全學院這兩個機構接受訓練。

## 組織體系

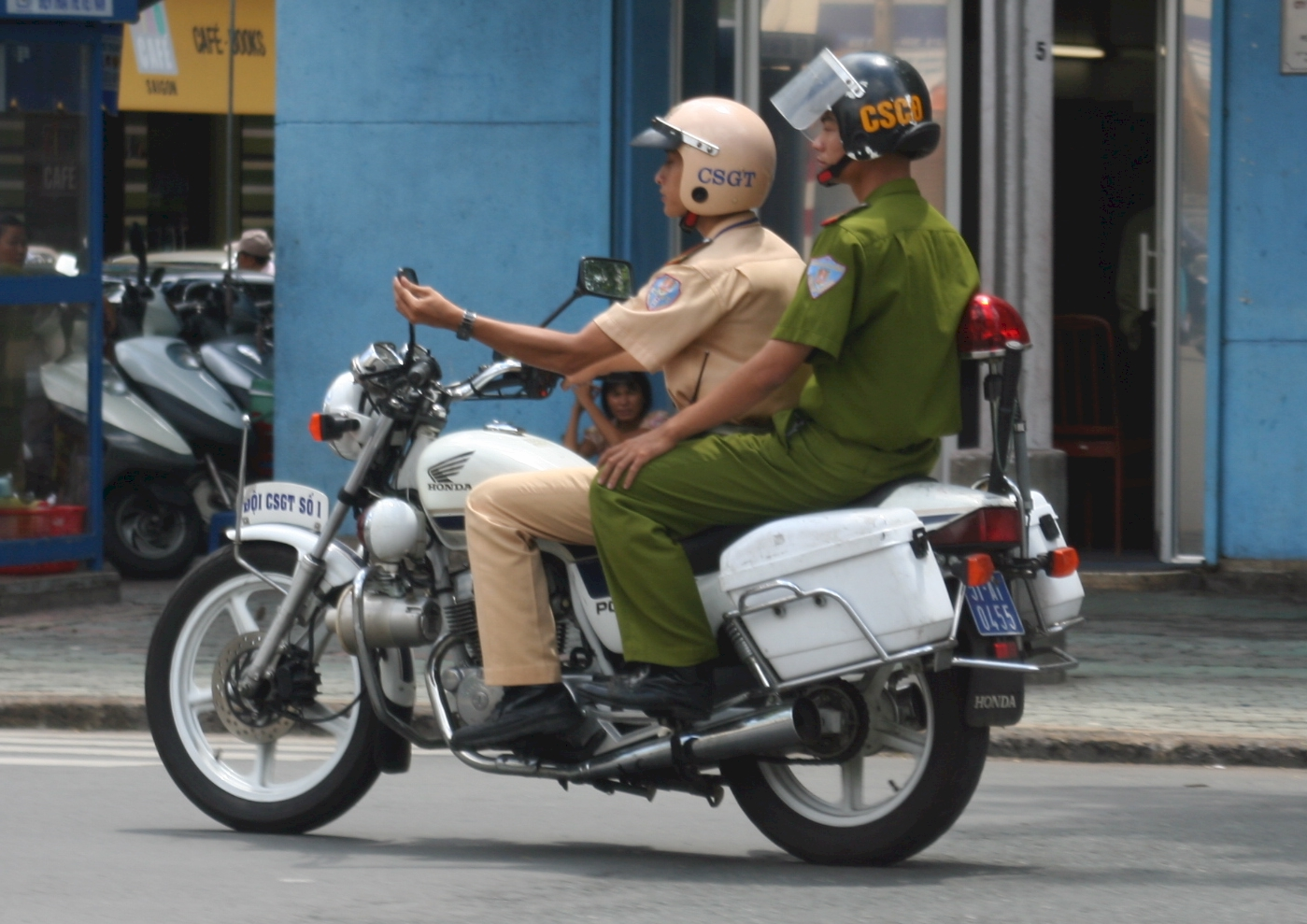
越南的交警（黃衣）和治安警察（綠衣）

- 人民公安部隊的組織體系包括：
  - 公安部；
  - 各省市公安部門
  - 農村、市區、鎮、省轄市公安局；
  - 公社、坊、鄉公安派出所。

## 任務和權力
- 收集信息，分析、評估和預測形勢，建議黨和國家頒布和指導實施有關保護國家安全和維護社會秩序和安全的方針、政策、法律和戰略。提出將維護國家安全、維護社會秩序和安全的戰略要求與社會經濟建設和發展、國防和國家對外關係戰略和政策相結合的建議。
- 保護人民的自由權利、民主、生命和財產；保護黨和國家高級領導幹部和外賓；維護國家安全重大事件、目標和重點項目的外國代表機構、駐越國際組織代表、掌握國家秘密或與國家秘密密切相關的個人。
- 受理、處理檢舉控告，提起刑事訴訟和偵查犯罪，以及依照法律規定執行其他司法工作。

依法對行政違法行為進行處罰和採取其他行政處理措施。
- 指導、檢查、檢查機關、組織和公民履行維護國家安全、維護社會秩序和安全的任務；開展普法宣傳教育，開展“全民保衛祖國安全”運動。
- 運用群眾動員、法律、外交、經濟、科技、專業和武裝手段，保衛國家安全，維護社會秩序和安全。
- 依法使用武器、輔助工具和必要的技術、專業手段打擊犯罪和進行自衛。
- 必要時，對危害國家安全、社會秩序和安全的機關、組織或者個人，作出或者建議暫停或者終止其活動的決定；依法徵用機關、組織、個人和交通工具的經營者、使用者的交通工具、通訊設備和其他技術工具。
- 要求機關、組織或個人協調活動，提供有關國家安全、社會秩序和安全的信息。
- 密切配合人民軍、自衛隊、民兵和國家機關維護國家安全，維護社會秩序和安全，捍衛國家獨立、主權、統一和領土完整。
- 研究和應用現代科技成果，維護國家安全，維護社會秩序和安全。
- 增強政治、思想、組織、業務等方面的廉潔和力量。
- 開展維護國家安全和社會秩序與安全的國際合作。